# 알로이스 하바

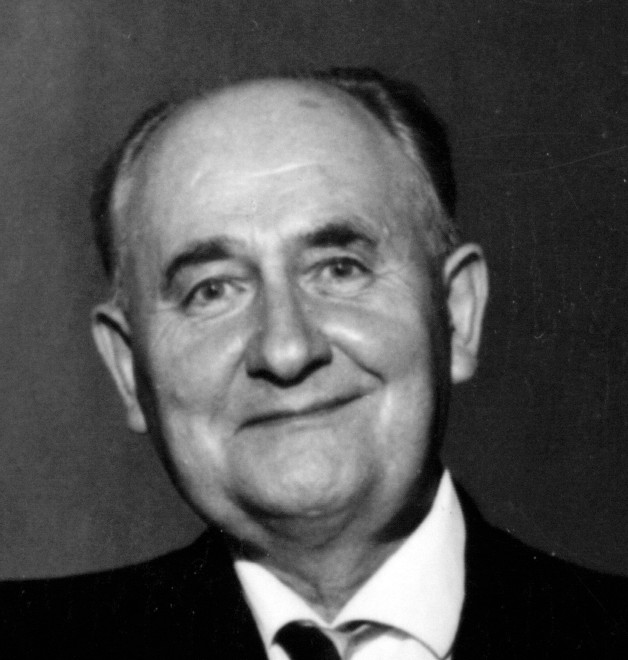
알로이스 하바

알로이스 하바(Alois Hába, 1893년 6월 21일~1973년 11월 18일)는 체코의 작곡가이다. 제2차 세계대전 전부터 미분음(마이크로 토운)으로 된 작곡의 이론과 실천으로 체코 국내에서보다는 유럽 전체의 전위적인 작곡가들에게 영향과 자극을 주어온 하바는 모라비아 지방의 출신으로 프라하 음악원에서 노바크에게, 빈 음악원에서 슈레카에게 배웠고 베를린에도 유학하였다. 1923년 프라하 음악원의 교수에 임명되어 1946-1951년 프라하 음악연극 아카데미의 작곡과 주임교수, 그리고 1945년 이래 프라하의 5월 5일 극장의 디렉터이기도 하다. 작품에는 4분음 및 6분음의 현악 4중주곡, 오페라 등에 '실험을 위한 실험'으로 그치고 있는 것이 아닌 마음을 자극하는 곡이 있으며 그의 미분음 탐구가 본래는 민족음악이나 고대음악의 탐구로부터 발전한 것이었다는 데 주의해야겠다. 무조적(無調的)인 바가 있는 조성음악(調性音樂)이나 12음기법을 채택한 작품도 있다.